# In Search of... (N.E.R.D)
In Search of... è l'album di debutto dei N.E.R.D pubblicato nel 2001 dalla Virgin Records e da loro prodotto sotto lo pseudonimo Neptunes. L'album è stato ripubblicato nel 2002.

## Tracce
1. Lapdance (featuring Lee Harvey and Vita) - 3:33
2. Intro- 1:13
3. Things Are Getting Better - 4:55
4. Brain - 3:42
5. Provider - 4:24>
6. Truth or Dare (featuring Kelis e Pusha-T) - 4:51
7. Run to the Sun - 4:45
8. Stay Together - 6:52
9. Baby Doll - 3:44
10. Tape You - 7:41
11. Am I High (featuring Malice) - 5:00
12. Rock Star - Poser - 4:29
13. Bobby James - 6:23

## Classifiche
| Classifica (2001/2002) | Posizione raggiunta |
| ---------------------- | ------------------- |
| Irlanda                | 27                  |
| Regno Unito            | 28                  |
| Norvegia               | 40                  |
| Svezia                 | 57                  |